# 2k540 AKI-OKA ARTISAN

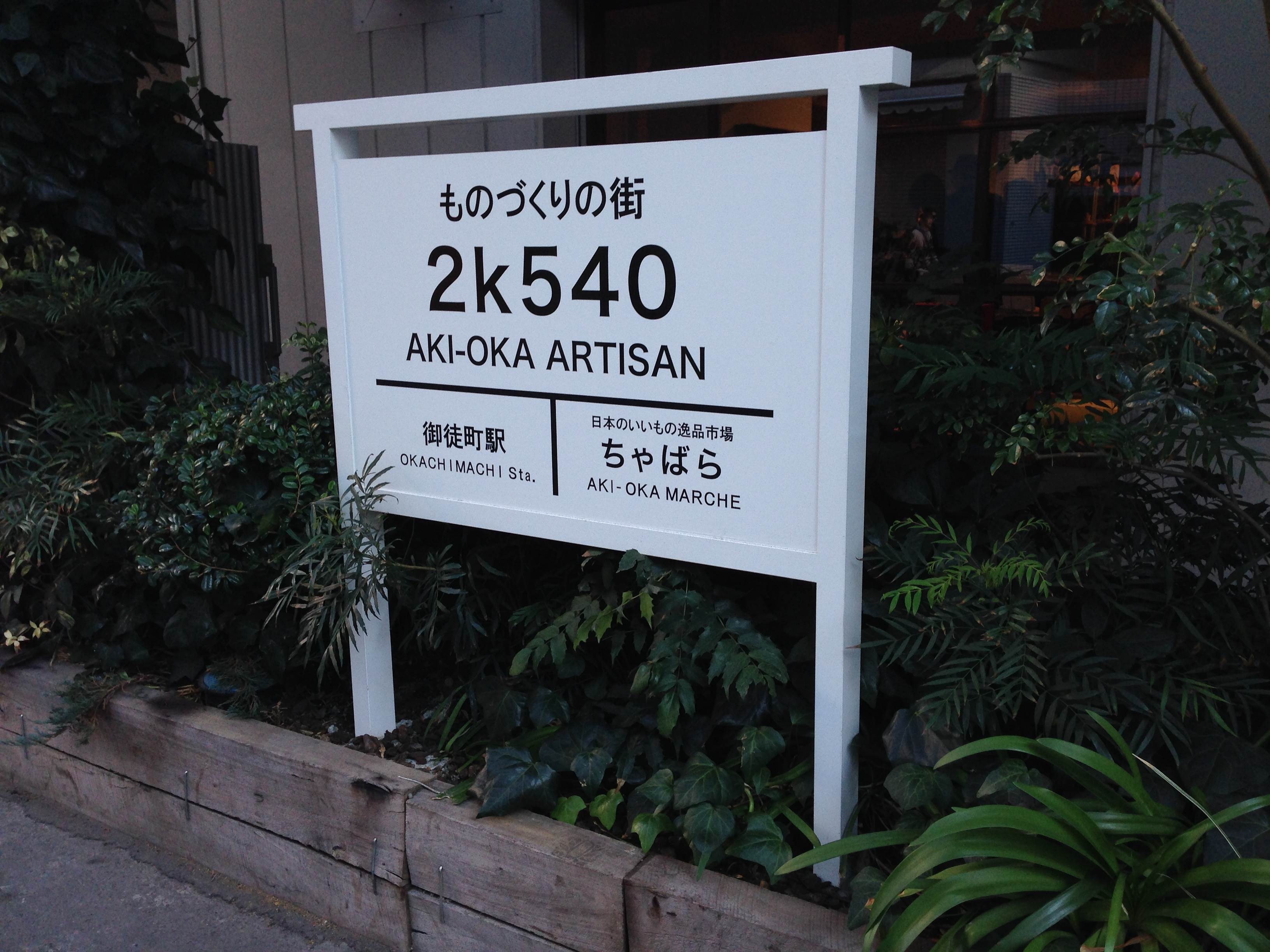
駅名標を模した看板。秋葉原駅北側蔵前橋通りを一本入った道沿いにある。2013年11月撮影。

2k540 AKI-OKA ARTISAN（ニーケーゴーヨンマル アキ・オカ アルチザン）は、ジェイアール東日本都市開発が東日本旅客鉄道（JR東日本）山手線・京浜東北線の秋葉原駅〜御徒町駅間の高架下で運営する商業施設。
本項では、同地域でジェイアール東日本都市開発が運営する他の商業施設についても説明する。

## 概要
2010年12月10日に開業した。位置としては蔵前橋通りの北側の箇所となる。
名称の「2k540」は東京駅を起点としたJR東北本線の距離（キロ程）で、東京駅から2,540m＝2k540m付近にあることを示し、「AKI-OKA」は秋葉原と御徒町の中間にあることを、「ARTISAN」はフランス語で「職人」をそれぞれ意味する。周囲には職人が古くから数多く住んでおり、また自ら「ものづくり」を行うクリエイターが増えてきていることから、こうした「ものづくり」の土壌を生かし、職人的なクリエイターによる店舗を入居させ、従来型の商業施設と異なるコンセプトで運営を行う。
第一期として入居している32店舗はアトリエや工房を構えたものが中心となり、カフェなどもある。見たり購入したりするだけでなく、訪れた人が「ものづくり」を体験できるワークショップも開催している。2011年9月29日に第二期として北側に新たに20店舗がオープンした。

## CHABARA AKI-OKA MARCHE
JR秋葉原駅・御徒町駅間高架下開発の第二弾として、2013年7月5日に秋葉原駅付近のガード北側に「CHABARA AKI-OKA MARCHE」（チャバラ アキ・オカ マルシェ・北緯35度41分59.4秒 東経139度46分23.6秒地図）を開業した。
名称の「CHABARA」は、かつて当地に存在した神田青果市場の通称「やっちゃ場」と「秋葉原」を組み合わせた造語で、「MARCHE」はフランス語で「市場」を意味する。「日本の食」をテーマとし、キーテナントとなる「日本百貨店しょくひんかん」には日本各地の選りすぐりの食品が揃えられる。

## B-1グランプリ食堂
JR秋葉原駅・御徒町駅間高架下開発の第三弾として、2015年7月10日にCHABARA AKI-OKA MARCHEの北隣（元駐車場）にオープンした。地方のB級グルメイベント・B-1グランプリを主催する愛Bリーグが公認する都内初の常設店舗となる。
前の2施設と違って建物とはなっておらず、高架下部分にトレーラーやキッチンカーを並べる形式で店舗を置く。出店する料理は不定期で入れ替える。
2016年10月30日をもって営業を終了。

## 所在地
- 2k540 AKI-OKA ARTISAN：東京都台東区上野5丁目9番
- CHABARA AKI-OKA MARCHE：東京都千代田区神田練塀町8番2号
- B-1グランプリ食堂：東京都千代田区神田練塀町15番1号外

## アクセス
- JR山手線秋葉原駅徒歩5分
- JR山手線御徒町駅徒歩3分
- 東京メトロ銀座線末広町駅徒歩3分